# Kassina jozani
Espèce
Statut de conservation UICN

 EN B1ab(iii) : En danger
Kassina jozani est une espèce d'amphibiens de la famille des Hyperoliidae.

## Répartition
Cette espèce est endémique l'île d'Unguja dans l'archipel de Zanzibar en Tanzanie. Elle se rencontre jusqu'à 50 m d'altitude dans la forêt de Jozani,.

## Étymologie
Son nom d'espèce lui a été donné en référence à son lieu de découverte, la forêt de Jozani.

## Publication originale
- Msuya, Howell & Channing, 2007 "2006" : A new species of Running Frog, (Kassina, Anura: Hyperoliidae) from Unguja Island, Zanzibar, Tanzania. African Journal of Herpetology, vol. 55, p. 113-122 (texte intégral).